# Lexiconul german al filmelor internaționale
Lexiconul filmelor internaționale (în germană Lexikon des internationalen Films) este un lexicon german ce conține critici a filmelor internaționale cinema și pentru televiziune care au fost vizionate din anul 1945 în Germania. El are 4 volume:

## Volumul I
- Autori/Producători de film: Stanley Kubrick, Woody Allen, Atom Egoyan, Jean-Luc Godard, John Sayles und Pedro Almodóvar
- Die Farbe Blau: printre altele Michael Mann și Jean-Luc Godard
- Luis Buñuel
- RDG, printre altele Egon Günther, Kurt Maetzig, Jochen Kraußer
- Film în Germania
- Eseuri & Filme documentare
- Orientul îndepărtat: Wu Tianming, Zhang Yimou, Wong Kar-Wai, Johnnie To, Hou Hsiao-Hsien, Takeshi Kitano și „tinerii sălbatici“

## Volulumul II
- Alfred Hitchcock
- Hollywood I
- Hollywood II
- Icoane: Marlene Dietrich, Robert Mitchum, Frank Sinatra, Fred Astaire, Marlon Brando, Romy Schneider, Jeanne Moreau, Marcello Mastroianni
- Jazz, printre altele, Lalo Schifrin și Roy Budd
- Film scurt
- Muzica  Kurt Weill und Hans Zimmer
- Filme noi: Außer Atem, Die große Illusion, Die sieben Samurai, M – Eine Stadt sucht einen Mörder, Rote Sonne, Der eiskalte Engel, Das Fenster zum Hof, The Big Sleep

## Volumul III
- Die Farbe Rot
- Sciencefiction: u. a. Star Wars, James Cameron und Blade Runner
- Steven Spielberg
- Comentare regie: Michael Ballhaus, Roland Suso Richter, Christian Petzold, Romuald Karmakar und Tom Tykwer
- Western: printre altele DEFA, Gary Cooper, Raoul Walsh, Clint Eastwood

## Volumul IV
- Index

## Legături externe
- Lexikon des internationalen Films in der Deutschen Nationalbibliothek
- Filmlexikon – Filme von A-Z – Filmsuche.  Actualizat la 2011-02-17.
- Lexiconul german al filmelor internaționale actual